# Sumida (Tokio)
Sumida (墨田区, Sumida-ku) is een van de 23 speciale wijken van Tokio. 
De wijk telt ongeveer 240296 inwoners, en heeft een dichtheid van 17480 mensen per vierkante kilometer. Sumida is een zusterwijk van de Zuid-Koreaanse stadswijk Seodaemun-gu in Seoul. 
Sumida bestaat sinds 15 maart 1947. Daarvoor was de wijk opgesplitst in Honjo en Mukojima.  De wijk ligt in het noordoosten van Tokio. Door de wijk stromen twee grote rivieren: de Sumida en de Arakawa. 